# Olimpíada de Geografía de la República Argentina
La Olimpíada de Geografía de la República Argentina es un certamen que se realiza anualmente; por primera ocasión se llevó a cabo durante el año 2005. Es subsidiado por el Ministerio de Educación de la Nación (en un 70%) y organizado y financiado por la Universidad Nacional del Litoral (en un 30%) a través de la Facultad de Humanidades y Ciencias. La competencia está dirigida a jóvenes estudiantes de nivel de enseñanza media. 

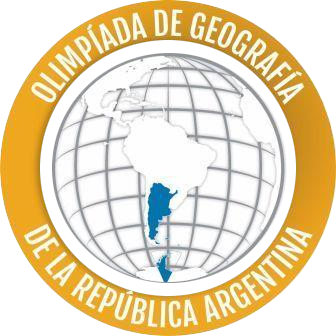
ArGeo

En el año 2014, décimo Aniversario de la Olimpíada de Geografía de la República Argentina y respondiendo a la tercera invitación de la International Geography Union (IGU/UGI) Olimpyad Task Force, se ha participado de la iGeo (Olimpiada Internacional de Geografía) realizada en Cracovia (Polonia), en calidad de Observer. Desde el año 2015 Argentina envía a su Delegación de estudiantes para participar en esta instancia internacional. 

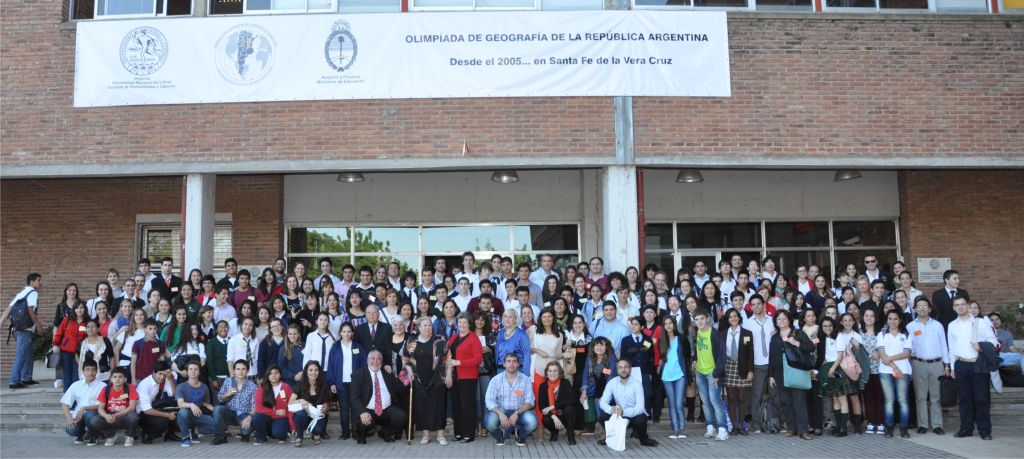
Instancia Nacional.

## Personal de la Olimpiada

### Responsables
- Representante Legal: Arquitecto Miguel Alfredo Irigoyen, rector de la Universidad Nacional del Litoral.

- Representante Pedagógica: Blanca A. Fritschy, Directora del Programa Nacional.

- Representante Contable: C.P.N. Germán A. Bonino, Secretario Económico Financiero .

### Equipo Técnico Pedagógico
- Directora del Programa Nacional: Blanca A. Fritschy

- Subproyecto Capacitación a Distancia y Equipo Técnico Docente:
  - Dra. Mirta S. Giacobbe
  - Dra. Susana I. Curto
  - Lic. Beatriz. A. D. Lukez
  - Prof. Dra. Gabriela V. Glur
  - Prof. Dndo. Gabriel F. Castelao
  - Prof. Mónica L. Puygros
  - Prof. Laura R. Tarabella
  - Lic. Norma Lilian Coronel
  - Técnico Jesica M. Moziman
  - Prof. Norma B. Finelli
  - Prof. Evelyn I. García Vello

### Apoyo logístico
- Asesor contable CPN Matías Bianchi.

- Becarios y estudiantes de las carreras Profesorado en Geografía y Licenciatura en Geografía.

- Equipo informático de la Facultad de Ingeniería y Recursos Hídricos, Universidad Nacional del Litoral.

## Categorías

### Nacional (ArGeo)
La misma se divide en tres categorías.
- Categoría A: Exámenes escritos (participación individual) alumnos del Nivel Medio (7º, 1º y 2 año = 1º, 2º y 3º año).
- Categoría B: Exámenes escritos (participación individual) alumnos del Nivel Medio (3º, 4º, 5º, 6° y 7º año = 4º, 5º y 6º año).
- Categoría C: Trabajos de investigación escolar (participación grupal, dos alumnos) alumnos del Nivel Medio (3°, 4°, 5°, 6° y 7º año = 4º, 5º y 6º año).
- Categoría D (CartoAr): cartografía (ciclo inicial).
- Categoría E (CartoAr): cartografía (ciclo orientado).

## Instancias
En el caso de las categorías A y B existen 3 instancias en las que se puede competir de manera escrita:
- Escolar. Compiten entre sí los alumnos del mismo establecimiento educativo. Se designan dos ganadores por cada categoría que compiten en la siguiente instancia.
- Jurisdiccional. Compiten todos los alumnos ganadores de la instancia escolar, designándose 1 ganador por cada categoría y jurisdicción. En un principio, se tomaba como "jurisdicción" solo a las provincias y la Ciudad Autónoma de Buenos Aires. En la actualidad, a las citadas se le suma el Área Metropolitana de Buenos Aires (AMBA). Se designan como ganadores por cada jurisdicción a quienes han superado un determinado puntaje (en la edición 2011 debía superarse los 70 puntos). La cantidad de alumnos designados como ganadores ha variado en las diferentes ediciones, siendo designado sólo 1 ganador en ciertos años, mientras que en otros la cifra fue de 2 o 3 participantes por jurisdicción.
- Nacional. Se lleva a cabo en la ciudad de Santa Fe de la Veracruz y participan de ella los alumnos ganadores de la instancia jurisdiccional. Se designan como ganadores a los 3 mayores puntajes obtenidos por cada categoría.

En la categoría C también son tres instancias:
- Escolar (I). Participan todos los alumnos interesados del país, designándose como ganadores a los proyectos que superen un determinado puntaje (70 puntos en la edición 2011).
- Escolar (II). Participan los ganadores de la 1.ª instancia escolar. Se designa a un determinado número de equipos de todo el país (hasta 5 en 2011) que hayan obtenido más de cierto puntaje (80 puntos en la edición 2011).
- Nacional. Se desarrolla en la ciudad de Santa Fe de la Veracruz y participan los ganadores de la 2.ª instancia escolar. Aquí, los equipos deben organizar un stand en donde expondrán sus trabajos de investigación escolar ante la Comisión Evaluadora. Se designa como ganadores a los 3 mayores puntajes.

### Instancia Internacional (iGeo)
Desde el año 2015, son seleccionados todos los años cuatro (4) estudiantes para representar al país en la iGeo (Olimpiada Internacional de Geografía), que se realiza en diferentes sedes alrededor del Mundo. Los estudiantes que formarán el equipo nacional son preseleccionados según el Orden de Mérito en la Instancia Nacional, finalmente el equipo queda conformado según un proceso evaluativo que contempla no solo conocimientos de Geografía sino también un buen manejo del idioma inglés (idioma en que se desarrolla la competencia).

#### La participaciones argentinas
- Tver, Rusia 2015.

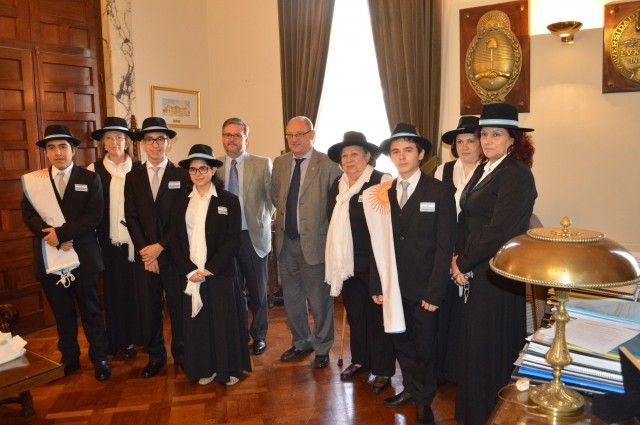
Delegación de Argentina del 2015 junto al rector de la UNL y al decano de la FHUC.

- Beijing, China 2016. Argentina obtuvo una medalla de bronce gracias a Brenda Serena Castelli Trucco (de Bigand, Santa Fe), quien alcanzó el puesto 81°.

- Belgrado, Serbia 2017. Argentina obtuvo una medalla de bronce debido a la actuación de Nelly Julieta Cetera (puesto 74°), de El Palomar, provincia de Buenos Aires.

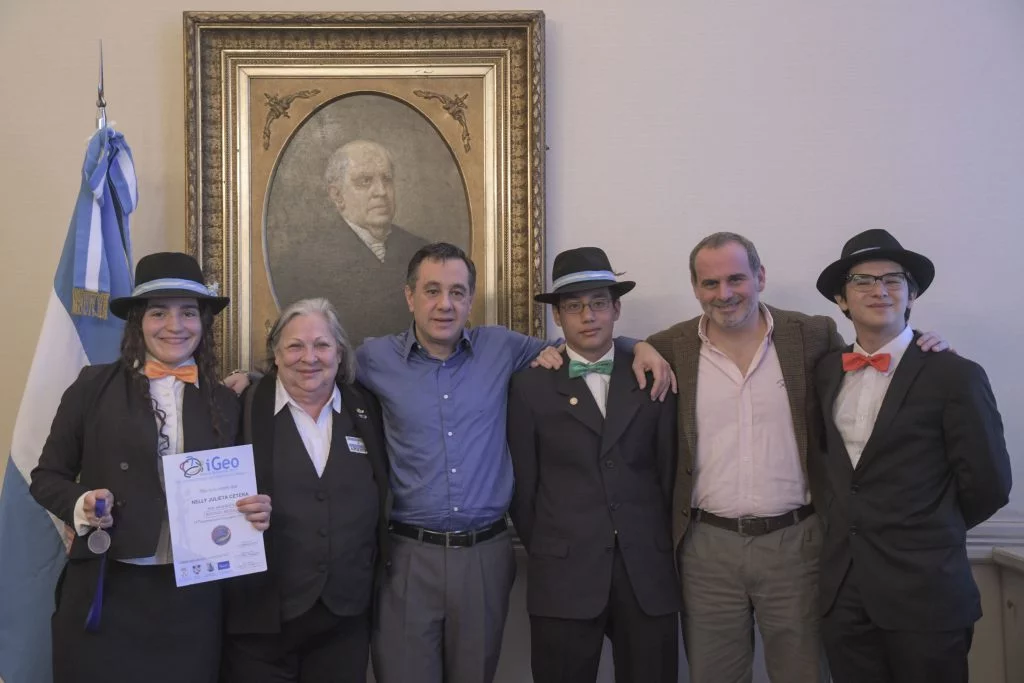
Delegación de Argentina del 2017 junto a Autoridades.

- Quebec, Canadá 2018. Argentina obtuvo dos medallas de bronce: una para Justina Lisdero (puesto 49°) y otra para Jorge Nicolás Gopp (puesto 85°), ambos de la Ciudad Autónoma de Buenos Aires.

## Ganadores
| Posición    | Categoría A                                                      | Categoría B                                              |
| ----------- | ---------------------------------------------------------------- | -------------------------------------------------------- |
| 1.er premio | Maximiliano Ezequiel Diarte - Resistencia, Chaco 93 puntos       | Ines Aldana Savid - Chovet, Santa Fe 90 puntos           |
| 2.º premio  | Shirli Lorena Paulón - San Justo, Santa Fe 90 puntos             | Carolina Sánchez - Mar del Plata, Buenos Aires 88 puntos |
| 3.er premio | Rodrigo López Costantini - Villa Adelina, Buenos Aires 89 puntos | Santiago Ariel Seppi - Córdoba 87 puntos                 |

| Posición    | Categoría A                                                              | Categoría B                                                  | Categoría C                                           |
| ----------- | ------------------------------------------------------------------------ | ------------------------------------------------------------ | ----------------------------------------------------- |
| 1.er premio | Ailén Mussín - Formosa 77 puntos                                         | Agustina Etchevery - Flores, Buenos Aires 91 puntos          | Eliana Ferrero y Cintia Marconetto - Parera, La Pampa |
| 2.º premio  | Rodrigo Perelló - Gral Conesa, Río Negro 73 puntos                       | Marcos Miguel Prunello - Bigand, Santa Fe 90,10 puntos       | Romina Ponce - Concordia, Entre Ríos                  |
| 3.er premio | María Eugenia Correa Saracco - Ciudad Autónoma de Buenos Aires 72 puntos | Maximiliano Ezequiel Diarte - Resistencia, Chaco 89,5 puntos | Carolina Pueyo - Los Toldos, Buenos Aires             |

| Posición    | Categoría A                                             | Categoría B                                                            | Categoría C                                            |
| ----------- | ------------------------------------------------------- | ---------------------------------------------------------------------- | ------------------------------------------------------ |
| 1.er premio | Federico Machado - La Falda, Córdoba 78 puntos          | Alejandro Raúl Braeckman - Santa Rosa de Conlara, San Luis 83,5 puntos | Daniel Barrios y Eduardo Arrua - Formosa 95 puntos     |
| 2.º premio  | Juan Pablo Egger Bruno - Diamante, Entre Ríos 74 puntos | Daniel Omar Massacesi - San Rafael, Mendoza 82,5 puntos                | Luciano Gamero - Mar del Plata, Buenos Aires 87 puntos |
| 3.er premio | Patricio Pérez - Corrientes 70 puntos                   | Fabricio Montes - Corral De Bustos, Córdoba 82 puntos                  | Antonella Bossi y Lucía Allende - San Luis 85 puntos   |

| Posición    | Categoría A                                                | Categoría B                                                |
| ----------- | ---------------------------------------------------------- | ---------------------------------------------------------- |
| 1.er premio | Fernando Tomás Catala - Rosario, Santa Fe 86,25 puntos     | Fernando Gabriel Cabral - Chilecito, La Rioja 79,75 puntos |
| 2.º premio  | Alexis C. R Elisandro - Gral. Roca, Río Negro 81,25 puntos | Shirli Lorena Paulón - San Justo, Santa Fe 78,50 puntos    |
| 3.er premio | Giuliana Testa - Roque Pérez, Buenos Aires 75,25 puntos    | Ana Mercedes Marighetti - Formosa 77,50 puntos             |

| Posición    | Categoría A                                                   | Categoría B                                                   | Categoría C                                                                  |
| ----------- | ------------------------------------------------------------- | ------------------------------------------------------------- | ---------------------------------------------------------------------------- |
| 1.er premio | María Sol Villarreal - Corral de Bustos, Córdoba 78,50 puntos | Enrique Peláez - Ciudad Autónoma de Buenos Aires 82,50 puntos | Victoria Herrera y Daniela Romero - Mar del Plata, Buenos Aires 92 puntos    |
| 2.º premio  | Lucio Gatto - San Cristóbal, Santa Fe 75,50 puntos            | María Emilia Gorza Ceballos - Córdoba 78 puntos               | Estefanía Aranda y Cristhian Emmanuel Fink - Concordia, Entre Ríos 90 puntos |
| 3.er premio | Candela Herrera - Mendoza 75 puntos                           | Hugo Berozzi - San Juan 75 puntos                             | Fernanda Pellejero - La Pampa 72 puntos                                      |

| Posición    | Categoría A                                                             | Categoría B                                              | Categoría C                                                                    |
| ----------- | ----------------------------------------------------------------------- | -------------------------------------------------------- | ------------------------------------------------------------------------------ |
| 1.er premio | Gregorio Quiles - Ciudad Autónoma de Buenos Aires 83,50 puntos          | Antonio José Blanco - Corrientes 95,5 puntos             | Francisco David Maldonado y Yanet del Carmen Chávez - Formosa 93 puntos        |
| 2.º premio  | Matías Diego Emanuel Montes - Los Juríes, Santiago del Estero 83 puntos | Natasha Navarro - Río Grande, Tierra del Fuego 89 puntos | Magalí Pedrozo y Franco Mansilla - San Andrés de Giles, Buenos Aires 90 puntos |
| 3.er premio | Gonzalo Penna - Mar del Plata, Buenos Aires 79 puntos                   | Hugo Berozzi - San Juan 85 puntos                        | Lucía de Bueno y Kevin Bozzo - Bariloche, Río Negro 87 puntos                  |

| Posición    | Categoría A                                                    | Categoría B                                                 | Categoría C                                                                    |
| ----------- | -------------------------------------------------------------- | ----------------------------------------------------------- | ------------------------------------------------------------------------------ |
| 1.er premio | Matías Federico Román - San Salvador de Jujuy, Jujuy 95 puntos | Sergio Bonino - Piamente, Santa Fe 90 puntos                | Fabián Fuente - Campana, Buenos Aires 98 puntos                                |
| 2.º premio  | Exequiel - Corrientes 85 puntos                                | Julián Nicolás Omelanczuk - Gral. Alvear, Mendoza 89 puntos | María José Trejo e Ivana Mayorga - San Ramón de la Nueva Orán, Salta 94 puntos |
| 3.er premio | Agustina Bortolon - Porteña, Córdoba 84 puntos                 | Cristian Emmanuel Vázquez - Quilmes, Buenos Aires 85 puntos | Yamila Gardella y Patricia Vergara - Mar del Plata, Buenos Aires 92 puntos     |

| Posición    | Categoría A                                               | Categoría B                                                     | Categoría C                                                                      |
| ----------- | --------------------------------------------------------- | --------------------------------------------------------------- | -------------------------------------------------------------------------------- |
| 1.er premio | Walter Oscar Flores - Lanús, Buenos Aires 88 puntos       | Lautaro Nahuel Grafión - San Salvador de Jujuy, Jujuy 92 puntos | Franco David García Suárez - Concordia, Entre Ríos 94 puntos                     |
| 2.º premio  | Fabiana Graciela Gales - Santo Tomé, Corrientes 85 puntos | Fernando Miguel Molina - Resistencia, Chaco 91,5 puntos         | María Sol De la Torre y María Celeste García - General Alvear, Mendoza 89 puntos |
| 3.er premio | Bibiana Inés Sánchez - Santiago del Estero 84,5 puntos    | Daiana Marino - Rosario, Santa Fe 89,5 puntos                   | Yamila E. Gardella y Patricia S. Vergara - Mar del Plata, Buenos Aires 86 puntos |

| Posición    | Categoría A                                                         | Categoría B                                                 | Categoría C                                                                              | Categoría D                                                                   |
| ----------- | ------------------------------------------------------------------- | ----------------------------------------------------------- | ---------------------------------------------------------------------------------------- | ----------------------------------------------------------------------------- |
| 1.er premio | Gabriel Nicolás Vicente - Rosario de la Frontera, Salta 97,5 puntos | Fernando Gómez - Marcos Paz, Buenos Aires 95 puntos         | Ramiro Sergio Riboldi y Luis Atilio Pérez - Santa Fe 97 puntos                           | Yamila Cassani y María Luz Dechiara- Rafaela, Santa Fe 95 puntos              |
| 2.º premio  | Facundo Nicolás Molina - Puerto Iguazú, Misiones 86 puntos          | María Virginia Pavicich - Resistencia, Chaco 91 puntos      | Franco Mansilla y Magalí Pedrozo - San Andrés de Giles, Buenos Aires 95 puntos           | Sandra Liliana Machuca y Hugo Aníbal Paré Surita - Goya, Corrientes 93 puntos |
| 3.er premio | Mariano Enrico - Valdés, Buenos Aires 81,5 puntos                   | Facundo Rodríguez - Gral. las Heras, Buenos Aires 87 puntos | Camila Alejandra Cerizza y Julieta Agostina Erlan - Luis Guillón, Buenos Aires 92 puntos |                                                                               |

| Posición    | Categoría A                                                           | Categoría B                                                         | Categoría C                                                           | Categoría D                                                                      |
| ----------- | --------------------------------------------------------------------- | ------------------------------------------------------------------- | --------------------------------------------------------------------- | -------------------------------------------------------------------------------- |
| 1.er premio | Brenda S. Castelli Trucco - Bigand, Santa Fe 91,5 puntos              | Gabriel Nicolás Vicente - Rosario de la Frontera, Salta 95,5 puntos | Florencia Filippi y Lucia Stefani - Mar del Plata, Buenos Aires       | Adolfo Federico V. Budiño y Maximiliano Rafael Chernak - Roque Sáenz Peña, Chaco |
| 2.º premio  | Mariano Jesús Brizuela López - Resistencia, Chaco 86 puntos           | Facundo Nicolás Molina - Puerto Iguazú, Misiones 95 puntos          | Pamela Schmith y Candela B. Firpo - Santa Rosa de Calchines, Santa Fe |                                                                                  |
| 3.er premio | Juan Pablo Rivera Rodríguez - Mar del Plata, Buenos Aires 84,5 puntos | María Virginia Pavicich - Resistencia, Chaco 91,75 puntos           | Candela Echezarreta y Mercedes García - Concordia, Entre Ríos         |                                                                                  |

| Posición    | Categoría A                                                    | Categoría B                                                    | Categoría C                                                                    | Categoría D                                                                                 | Categoría E                                                 |
| ----------- | -------------------------------------------------------------- | -------------------------------------------------------------- | ------------------------------------------------------------------------------ | ------------------------------------------------------------------------------------------- | ----------------------------------------------------------- |
| 1.er premio | Joaquín Sánchez - Hasenkamp, Entre Ríos 92,25 puntos           | María Virginia Pavicich - Resistencia, Chaco 89,5 puntos       | Rocío Belén Juárez y Fiorella Miracola - Mar del Plata, Buenos Aires 95 puntos | Evelyn Ivón García Vello y Cecilia Rodríguez Fortino - Capilla del Monte, Córdoba 90 puntos | Luca Delpieri - Marcos Paz, Buenos Aires 95 puntos          |
| 2.º premio  | Mariano Jesús Brizuela López - Resistencia, Chaco 91 puntos    | Facundo Nicolás Molina - Puerto Iguazú, Misiones 89 puntos     | Eber Prato y Enzo Hernán Mondino - Rancul, La Pampa 89 puntos                  | Gisel Abratte y Cyntia Aguilar - Rafaela, Santa Fe 85 puntos                                | Federico Brussa - San Francisco, Córdoba 90 puntos          |
| 3.er premio | Jorge Nicolás Gopp - Ciudad Autónoma de Buenos Aires 89 puntos | Zoe Cejas Gallardo - Santa María de Punilla, Córdoba 85 puntos | Juan José Fernández y Araceli Ivana Mirco - Parera, La Pampa 88 puntos         |                                                                                             | Libe Nahir Corpus - Rosario de la Frontera, Salta 87 puntos |

| Posición    | Categoría A                                                               | Categoría B                                                         | Categoría C                                              | Categoría D                                              | Categoría E                                                   |
| ----------- | ------------------------------------------------------------------------- | ------------------------------------------------------------------- | -------------------------------------------------------- | -------------------------------------------------------- | ------------------------------------------------------------- |
| 1.er premio | Nicolás Pierini - Mar del Plata, Buenos Aires 91 puntos                   | Nicolás Federico Pereyra Rossi - Córdoba 98 puntos                  | Andrés Mariano Varayoud - Santa Fe 96 puntos             | Micaela Eliana Tisera - San Francisco, Córdoba 91 puntos | Jazmín Galfione - San Francisco, Córdoba 94 puntos            |
| 2.º premio  | Jazmín Ailin Biagini Gallardo - Ciudad Autónoma de Buenos Aires 87 puntos | Juan Pablo Rivera Rodríguez - Mar del Plata, Buenos Aires 96 puntos | Gonzalo Rojas y Nahuel Gómez - Formosa 94 puntos         |                                                          | Jonathan Gabriel Ríos - Sampacho, Córdoba 93 puntos           |
| 3.er premio | Josefina Chinellato - Monje, Santa Fe 86 puntos                           | Nelly Julieta Cetera - El Palomar, Buenos Aires 93 puntos           | Lucas Julián Espíndola - Concordia, Entre Ríos 92 puntos |                                                          | Ignacio Martín Guilietti - El Palomar, Buenos Aires 92 puntos |

| Posición    | Categoría A                                                     | Categoría B                                                            | Categoría C                                                    | Categoría D                                           | Categoría E                                                   |
| ----------- | --------------------------------------------------------------- | ---------------------------------------------------------------------- | -------------------------------------------------------------- | ----------------------------------------------------- | ------------------------------------------------------------- |
| 1.er premio | Micaela Torres - Santa María de Punilla, Córdoba 88,5 puntos    | Justina Lisdero Scaffino - Ciudad Autónoma de Buenos Aires 92,5 puntos | Franco Curra - San Pedro, Buenos Aires 92 puntos               | Libe Corpuz - Rosario de la Frontera, Salta 86 puntos | Martín Mauricio Yobstraibizer - Sampacho, Córdoba 92 puntos   |
| 2.º premio  | Julieta Belén Franco - Goya, Corrientes 85,5 puntos             | Azul Nieto - Posadas, Misiones 90,5 puntos                             | Atenea Naiquen Romero - San Pedro, Buenos Aires 92 puntos      | Luca Delpieri - Marcos Paz, Buenos Aires 85 puntos    | Sofía Giovanella - Sampacho, Córdoba 91 puntos                |
| 3.er premio | Estela Flores Arias - Rosario de la Frontera, Salta 80,5 puntos | Lain Calvo - Monje, Santa Fe 89,5 puntos                               | Celina Milagros Giusti - Mar del Plata, Buenos Aires 90 puntos |                                                       | Ignacio Martín Guilietti - El Palomar, Buenos Aires 90 puntos |

| Posición    | Categoría A                                                            | Categoría B                                                     | Categoría C                                                                       | Categoría D                                        | Categoría E                                                 |
| ----------- | ---------------------------------------------------------------------- | --------------------------------------------------------------- | --------------------------------------------------------------------------------- | -------------------------------------------------- | ----------------------------------------------------------- |
| 1.er premio | Emanuel Fernández - Santa Fe, Santa Fe 81,5 puntos                     | Juan Sánchez - San Jorge, Santa Fe 94 puntos                    | Lara Giroldi y Martín Montovani - San Pedro, Buenos Aires 98 puntos               | Iván Pera - Perugorría, Corrientes 95 puntos       | Martín Mauricio Yobstraibizer - Sampacho, Córdoba 94 puntos |
| 2.º premio  | Candelaria Palau - Baradero, Buenos Aires 81 puntos                    | Salvador Nanco - San Carlos de Bariloche, Río Negro 80,5 puntos | Agústín Galdolfo y Lucas Levi Lahoumere - San Francisco, Córdoba 97 puntos        | Sofía Milagros Duarte - Formosa, Formosa 86 puntos | Emilia Dossetto - Sampacho, Córdoba 92 puntos               |
| 3.er premio | Micaela González Dardik - Ciudad Autónoma de Buenos Aires 79,75 puntos | Leandro Jacobo - Formosa, Formosa 80 puntos                     | Clara Vieytes Weber y F. Celina Sánchez Robledo - Pehuajó, Buenos Aires 87 puntos | Juana Peinado - Villa Mirasol, La Pampa 80 puntos  | Valeria Eliana Reyes - Laguna Blanca, Formosa 85 puntos     |

| Posición    | Categoría A                                                                                     | Categoría B                                                                   | Categoría C                                                                                         | Categoría D                                                                           | Categoría E                                                                   |
| ----------- | ----------------------------------------------------------------------------------------------- | ----------------------------------------------------------------------------- | --------------------------------------------------------------------------------------------------- | ------------------------------------------------------------------------------------- | ----------------------------------------------------------------------------- |
| 1.er premio | Julián Ignacio Cruells Ghirardi - Ciudad de Autónoma de Buenos Aires 90 puntos - Medalla dorada | Nicolás Pierini - Mar del Plata, Buenos Aires 85 puntos - Medalla plateada    | Elian Álvarez Boaglio y Lara Giroldi - San Pedro, Buenos Aires 98 puntos - 1° Medalla dorada        | Delfina Díaz Alfaro - San Miguel de Tucumán, Tucumán 95 puntos - Medalla dorada       | Isabella Giambruni - La Paz, Córdoba 91 puntos - Medalla dorada               |
| 2.º premio  | Dana Victoria Sevilla - San Salvador de Jujuy, Jujuy 85,5 puntos - Medalla plateada             | María Florencia Medina - Río Cuarto, Córdoba 77 puntos - 1° Mención de honor  | Santiago Kloster y Nicolás Pierini Lahoumere - San Francisco, Córdoba 97 puntos - 2° Medalla dorada | Valeria Eliana Reyes - Laguna Blanca, Formosa 87 puntos - 1° Medalla plateada         | Dana Belén Barboza - El Palomar, Buenos Aires 88 puntos - 1° Medalla plateada |
| 3.er premio | Luciana Rosso - Resistencia, Chaco 77 puntos - 1° Mención de honor                              | Dana Belén Barboza - El Palomar, Buenos Aires 77 puntos - 1° Mención de honor | Josefina Banega y María Luz Barbona - Goya, Corrientes 92 puntos 3° Medalla dorada                  | Juan Martín Ferreira - San Miguel de Tucumán, Tucumán 86 puntos - 2° Medalla plateada | Fiorella María Amé - Villa Mirasol, La Pampa 87 puntos - 2° Medalla plateada  |

| Posición    | Categoría A                                 | Categoría B                                 | Categoría C                                                                          |
| ----------- | ------------------------------------------- | ------------------------------------------- | ------------------------------------------------------------------------------------ |
| 1.er premio | Sin designar - Instancia Nacional pospuesta | Sin designar - Instancia Nacional pospuesta | Tobías Noya - Mar del Plata, Buenos Aires 95 puntos                                  |
| 2.º premio  | Sin designar - Instancia Nacional pospuesta | Sin designar - Instancia Nacional pospuesta | Nerina Haberkon Fain y Martina Wagner - Santa Fe de la Vera Cruz, Santa Fe 94 puntos |
| 3.er premio | Sin designar - Instancia Nacional pospuesta | Sin designar - Instancia Nacional pospuesta | Lucía Amherdt y Virginia Paola Oggier - San Carlos Centro, Santa Fe 93 puntos        |

| Posición    | Categoría A                                 | Categoría B                                 | Categoría C                                                                                   | Categoría D                                                | Categoría E                                             |
| ----------- | ------------------------------------------- | ------------------------------------------- | --------------------------------------------------------------------------------------------- | ---------------------------------------------------------- | ------------------------------------------------------- |
| 1.er premio | Sin designar - Instancia Nacional pospuesta | Sin designar - Instancia Nacional pospuesta | Brenda Taramasco y Natalí Torres - San Andrés de Giles, Buenos Aires 95 puntos                | Lorena Galarza González - Corrientes, Corrientes 85 puntos | Valeria Eliana Reyes - Laguna Blanca, Formosa 87 puntos |
| 2.º premio  | Sin designar - Instancia Nacional pospuesta | Sin designar - Instancia Nacional pospuesta | Tizianna Josefina Dodorico y Mateo Rubio Mazza - Santa Fe de la Vera Cruz, Santa Fe 80 puntos | Antonio Cáseres - Corrientes, Corrientes 82 puntos         |                                                         |
| 3.er premio | Sin designar - Instancia Nacional pospuesta | Sin designar - Instancia Nacional pospuesta |                                                                                               | Mora Cometto - Corrientes, Corrientes 80 puntos            |                                                         |

| Posición    | Categoría A                                          | Categoría B                                                      |
| ----------- | ---------------------------------------------------- | ---------------------------------------------------------------- |
| 1.er premio | Santiago Santucho Noriega - Santiago del Estero      | Santino Schinchirimini - General Roca, Río Negro                 |
| 2.º premio  | Marcos Sánchez Guz - Ciudad Autónoma de Buenos Aires | Camila Barresi - Paraná, Entre Ríos                              |
| 3.er premio | Mauro Spinelli - Concordia, Entre Ríos               | Tiziano Tramontozzi Porto - General Pacheco, Tigre, Buenos Aires |

| Posición    | Categoría A                                       | Categoría B                                 |
| ----------- | ------------------------------------------------- | ------------------------------------------- |
| 1.er premio | Julieta Álvarez Bessone - San Luis                | Valentina Coalova - Zenón Pereira, Santa Fe |
| 2.º premio  | Iair Grebnicoff - Ciudad Autónoma de Buenos Aires | Santino Bruno López - Gualeguay, Entre Ríos |
| 3.er premio | Ana Paula Zubczuk - Oberá, Misiones               | Candelaria Lencinas - Resistencia, Chaco    |

## Primeros puestos por categoría (Histórico)
Se tiene en cuenta los puntajes obtenidos por los alumnos que alcanzaron el 1º, 2º y 3º lugar.
| Posición | Alumno                          | Localidad                     | Año  | Puntaje      |
| -------- | ------------------------------- | ----------------------------- | ---- | ------------ |
| 1º       | Gabriel Nicolás Vicente         | Rosario de la Frontera, Salta | 2013 | 97,5 puntos  |
| 2º       | Matías Federico Román           | San Salvador de Jujuy, Jujuy  | 2011 | 95 puntos    |
| 3º       | Maximiliano Ezequiel Diarte     | Resistencia, Chaco            | 2005 | 93 puntos    |
| 4º       | Joaquín Sánchez                 | Hasenkamp, Entre Ríos         | 2015 | 92,25 puntos |
| 5º       | Brenda S. Castelli Trucco       | Bigand, Santa Fe              | 2014 | 91,5 puntos  |
| 6º       | Mariano Jesús Brizuela López    | Resistencia, Chaco            | 2015 | 91 puntos    |
| 6º       | Nicolás Pierini                 | Mar del Plata, Buenos Aires   | 2016 | 91 puntos    |
| 8º       | Shirly Paulón                   | San Justo, Santa Fe           | 2005 | 90 puntos    |
| 8°       | Julián Ignacio Cruells Ghirardi | Ciudad Autónoma Buenos Aires  | 2019 | 90 puntos    |
| 10º      | Rodrigo López Costantini        | Villa Adelina, Buenos Aires   | 2005 | 89 puntos    |
| 10º      | Jorge Nicolás Gopp              | Ciudad Autónoma Buenos Aires  | 2015 | 89 puntos    |

| Posición | Alumno                         | Localidad                        | Año  | Puntaje     |
| -------- | ------------------------------ | -------------------------------- | ---- | ----------- |
| 1º       | Nicolas Federico Pereyra Rossi | Córdoba, Córdoba                 | 2016 | 98 puntos   |
| 2º       | Juan Pablo Rivera Rodríguez    | Mar del Plata, Buenos Aires      | 2016 | 96 puntos   |
| 3º       | Antonio José Blanco            | Antonio José Blanco - Corrientes | 2010 | 95,5 puntos |
| 3º       | Gabriel Nicolás Vicente        | Rosario de la Frontera, Salta    | 2014 | 95,5 puntos |
| 5º       | Fernando Gómez                 | Marcos Paz, Buenos Aires         | 2013 | 95 puntos   |
| 5º       | Facundo Nicolás Molina         | Puerto Iguazú, Misiones          | 2014 | 95 puntos   |
| 7°       | Juan Sánchez                   | San Jorge, Santa Fe              | 2018 | 94 puntos   |
| 8º       | Nelly Julieta Cetera           | El Palomar, Buenos Aires         | 2016 | 93 puntos   |
| 9º       | Justina Lisdero Scaffino       | Ciudad Autónoma Buenos Aires     | 2017 | 92,5 puntos |
| 10º      | Lautaro Nahuel Grafión         | San Salvador de Jujuy, Jujuy     | 2012 | 92 puntos   |

| Posición | Alumnos                                      | Localidad                         | Año  | Puntaje   |
| -------- | -------------------------------------------- | --------------------------------- | ---- | --------- |
| 1º       | Fabián Fuente                                | Campana, Buenos Aires             | 2011 | 98 puntos |
| 1°       | Lara Giroldi y Martín Montovani              | San Pedro, Buenos Aires           | 2018 | 98 puntos |
| 1°       | Elian Álvarez Boaglio y Lara Giroldi         | San Pedro, Buenos Aires           | 2019 | 98 puntos |
| 4°       | Santiago Kloster y Nicolás Pierini Lahoumere | San Francisco, Córdoba            | 2019 | 97 puntos |
| 5°       | Andrés Mariano Varayoud                      | Santa Fe de la Veracruz, Santa Fe | 2016 | 96 puntos |
| 6º       | Daniel Barrios y Eduardo Arrua               | Formosa                           | 2007 | 95 puntos |
| 6°       | Rocío Belén Juárez y Fiorella Miracola       | Mar del Plata, Buenos Aires       | 2015 | 95 puntos |
| 6°       | Tobías Noya                                  | Mar del Plata, Buenos Aires       | 2020 | 95 puntos |
| 6°       | Brenda Taramasco y Natalí Torres             | San Andrés de Giles, Buenos Aires | 2021 | 95 puntos |
| 10º      | María José Trejo e Ivana Mayorga             | San Ramón de la Nueva Orán, Salta | 2011 | 94 puntos |
| 10º      | Franco David García Suárez                   | Concordia, Entre Ríos             | 2012 | 94 puntos |
| 10°      | Gonzalo Rojas y Nahuel Gómez                 | Formosa                           | 2016 | 94 puntos |
| 10°      | Nerina Haberkon Fain y Martina Wagner        | Santa Fe de la Veracruz, Santa Fe | 2020 | 94 puntos |

## Medallero histórico para categorías de exámenes escritos
| Puesto | Provincia              | Oro · | Plata · | Bronce · | Total | Categoría "A"  | Categoría "A"    | Categoría "A"     | Categoría "A" | Categoría "B"  | Categoría "B"    | Categoría "B"     | Categoría "B" |
| Puesto | Provincia              | Oro · | Plata · | Bronce · | Total | Medalla de oro | Medalla de plata | Medalla de bronce | T             | Medalla de oro | Medalla de plata | Medalla de bronce | T             |
| 1      | Santa Fe               | 7     | 4       | 3        | 14    | 3              | 2                | 1                 | 6             | 4              | 2                | 2                 | 8             |
| 2      | Buenos Aires           | 5     | 3       | 9        | 17    | 2              | 1                | 4                 | 7             | 3              | 2                | 5                 | 10            |
| 3      | Córdoba                | 4     | 2       | 4        | 10    | 3              | 0                | 1                 | 4             | 1              | 2                | 3                 | 6             |
| 4      | Ciudad de Buenos Aires | 4     | 3       | 3        | 10    | 2              | 3                | 3                 | 8             | 2              | 0                | 0                 | 2             |
| 5      | Chaco                  | 2     | 4       | 4        | 10    | 1              | 2                | 1                 | 4             | 1              | 2                | 3                 | 6             |
| 6      | Jujuy                  | 2     | 1       | 0        | 3     | 1              | 1                | 0                 | 2             | 1              | 0                | 0                 | 1             |
| 7      | Salta                  | 2     | 0       | 1        | 3     | 1              | 0                | 1                 | 2             | 1              | 0                | 0                 | 1             |
| 8      | Corrientes             | 1     | 3       | 1        | 5     | 0              | 3                | 1                 | 4             | 1              | 0                | 0                 | 1             |
| 9      | Entre Ríos             | 1     | 3       | 1        | 5     | 1              | 1                | 1                 | 3             | 0              | 2                | 0                 | 2             |
| 10     | Formosa                | 1     | 0       | 2        | 3     | 1              | 0                | 0                 | 1             | 0              | 0                | 2                 | 2             |
| 11     | San Luis               | 2     | 0       | 0        | 2     | 1              | 0                | 0                 | 1             | 1              | 0                | 0                 | 1             |
| 12     | La Rioja               | 1     | 0       | 0        | 1     | 0              | 0                | 0                 | 0             | 1              | 0                | 0                 | 1             |
| 13     | Misiones               | 0     | 4       | 1        | 5     | 0              | 1                | 1                 | 2             | 0              | 3                | 0                 | 3             |
| 14     | Río Negro              | 1     | 3       | 1        | 5     | 0              | 2                | 1                 | 3             | 1              | 1                | 0                 | 2             |
| 15     | Mendoza                | 0     | 2       | 1        | 3     | 0              | 0                | 1                 | 1             | 0              | 2                | 0                 | 2             |
| 16     | San Juan               | 0     | 0       | 2        | 2     | 0              | 0                | 0                 | 0             | 0              | 0                | 2                 | 2             |
| 17     | Santiago del Estero    | 1     | 1       | 1        | 3     | 1              | 1                | 1                 | 3             | 0              | 0                | 0                 | 0             |
| 18     | Tierra del Fuego       | 0     | 1       | 0        | 1     | 0              | 0                | 0                 | 0             | 0              | 1                | 0                 | 1             |
| 19     | Catamarca              | 0     | 0       | 0        | 0     | 0              | 0                | 0                 | 0             | 0              | 0                | 0                 | 0             |
| 20     | Chubut                 | 0     | 0       | 0        | 0     | 0              | 0                | 0                 | 0             | 0              | 0                | 0                 | 0             |
| 21     | La Pampa               | 0     | 0       | 0        | 0     | 0              | 0                | 0                 | 0             | 0              | 0                | 0                 | 0             |
| 22     | Neuquén                | 0     | 0       | 0        | 0     | 0              | 0                | 0                 | 0             | 0              | 0                | 0                 | 0             |
| 23     | Santa Cruz             | 0     | 0       | 0        | 0     | 0              | 0                | 0                 | 0             | 0              | 0                | 0                 | 0             |
| 24     | Tucumán                | 0     | 0       | 0        | 0     | 0              | 0                | 0                 | 0             | 0              | 0                | 0                 | 0             |
| Total  | Total                  | 34    | 34      | 34       | 102   | 17             | 17               | 17                | 51            | 17             | 17               | 17                | 51            |

Categoría "A": Primeros años del nivel secundario
Categoría "B": Últimos años del nivel secundario

## Otros datos
- Previo a la existencia de este certamen, organizado por la UNL, la competencia de geografía a nivel nacional había sido la OGA (Olimpíada Geográfica Argentina), que era llevada a cabo por la Fundación Evolución. La OGA no tenía una sede fija (a diferencia de la actual competencia, que cada año sea realiza en la ciudad de Santa Fe) y además existía la posibilidad de acudir a una instancia internacional: National Geographic World Championship. Marcos Miguel Prunello, quien en 2006 alcanzó el 2.º lugar en esta competencia también pudo estar entre los ganadores de la OGA al obtener el 1.er puesto en la edición IX de ese mismo año.[38]

- Aunque en un principio los organizadores de esta competencia aseguraron que se desarrollaría una instancia latinoamericana en el año 2006 y luego una etapa internacional en 2007,[39] la participación de alumnos en el exterior se dio recién a partir del año 2015.

- Nueve alumnos han estado entre los ganadores en más de una oportunidad: Nicolás Pierini de la provincia de Buenos Aires (1° puesto, Categoría A, 2016; 1° puesto, Categoría B, 2019[8]); Lara Giroldi de la provincia de Buenos Aires (1° puesto, Categoría C, 2018; 1° puesto, Categoría C, 2019[8]); María Virginia Pavicich de Chaco (2° puesto, Categoría B, 2013; 3° puesto, Categoría B, 2014; 1° puesto, Categoría B, 2015); Maximiliano Ezequiel Diarte de Chaco (1° puesto, Categoría A, 2005; 3° puesto, categoría B, 2006); Shirli Lorena Paulón de Santa Fe (2° puesto, Categoría A, 2005; 2° puesto, categoría B, 2008); Mariano Jesús Brizuela López de Chaco (2° puesto, Categoría A, 2014 y 2015); Hugo Berozzi de San Juan, (3° puesto, Categoría A, 2009; 3° puesto, categoría B, 2010); Yamila Gardella y Patricia Vergara de la provincia de Buenos Aires (3° puesto, Categoría C, 2011 y 2012).
- El mejor puntaje obtenido hasta el momento en la instancia nacional fue 98 puntos, conseguido por los siguientes alumnos: Fabián Fuente, participante bonaerense por la categoría C en la edición 2011; Nicolas Pereyra Rossi, participante cordobés en la categoría B de la edición 2016; Lara Giroldi junto con Martín Montovani, participantes en equipo de la categoría C en el año 2018; y Elian Álvarez Boaglio con Lara Giroldi, equipo participante de la categoría C del año 2019.[8] En la categoría A, el mejor puntaje ha sido alcanzado por Gabriel Nicolás Vicente, de Salta, quien en 2013 obtuvo 97,5 puntos.

- La provincia cuyos alumnos estuvieron más veces en los primeros tres lugares (hasta 2019) ha sido Buenos Aires, con 40 galardones. Le siguen: Córdoba (22), Santa Fe (18), Chaco (10), Formosa (9), Corrientes (8); Entre Ríos y CABA (7); Salta y La Pampa (6); Mendoza, Misiones y Río Negro (4); Jujuy (3); San Juan, San Luis, Santiago del Estero y Tucumán (2); finalmente, La Rioja, y Tierra del Fuego (1).

- En la categoría D del 2014 solo un equipo estuvo por arriba de los 90 puntos: los alumnos Federico Budiño y Maximiliano Chernak -junto a la docente Elena Roth- de la provincia de Chaco con 95 puntos. En dicho año, la delegación de Chaco estuvo en tres de cuatro podios: primer puesto en las categorías A y D, y segundo puesto en la categoría B.

- Son 4 las provincias cuyos alumnos nunca estuvieron entre los tres mejores del certamen: Catamarca, Chubut, Neuquén, Santa Cruz.